# Деоляни
Деоляни или Деволяни (на албански: Dovolan или Dovolani) е село в Република Албания, община Дебър, административна област Дебър.

## География
Селото е разположено в историкогеографската област Поле в западното подножие на планината Дешат.

## История

### В Османската империя
Според османско преброяване от 1467 година в Доволяни има 6 домакинства.
В „Етнография на вилаетите Адрианопол, Монастир и Салоника“, издадена в Константинопол в 1878 година и отразяваща статистиката на населението от 1873 година Долени (Doleni) е посочено като село с 40 домакинства с 94 жители българи и 53 жители помаци. Според статистиката на Васил Кънчов („Македония. Етнография и статистика“) в Деоляни живеят 110 души българи християни и 130 души арнаути мохамедани.
На Етнографската карта на Битолския вилает на Картографския институт в София от 1901 година Деолани е смесено село българи, помаци, албанци и турци в Дебърската каза на Дебърския санджак с 52 къщи.
По данни на Екзархията в края на XIX век в Деоляни има 10 православни къщи с 69 души жители българи. По данни на секретаря на екзархията Димитър Мишев („La Macédoine et sa Population Chrétienne“) в 1905 година в Деолани (Deolani) има 96 българи екзархисти.
В 1909 година Нелко Иванов Арнаудов от Деоляни, живеещ в Стара Загора, дарява 100 лева на дебърската катедрала „Успение Богородично“.
Според статистика на вестник „Дебърски глас“ в 1911 година в Деоляни има 12 български екзархийски и 35 албански мюсюлмански къщи. Според Георги Трайчев през 1911/1912 година в Деоляни има 10 български къщи с 69 жители.
При избухването на Балканската война в 1912 година двама души от Деоляни са доброволци в Македоно-одринското опълчение.

### В Албания
След войната в 1913 година селото попада в новосъздадена Албания.
В рапорт на Павел Христов, главен български учител в Албания, и Григор Ошавков от 28 януари 1914 година се посочва, че Деоляни е село с 13 български къщи. До 1912 година децата на селото са посещавали българското училище в съседното Ърбеле.
В 1915 година, по време на Първата световна война, селото е анексирано от Царство България. Към 1 март 1916 година Деволяни е част от Ърбелската община на българската Дебърска околия.
През Първата световна война австро-унгарските военни власти провеждат преброяване в 1916 – 1918 година в окупираните от тях части на Албания и Деоляни е регистрирано като село с 259 албанци, 44 българи и 136 други, 5 цигани, а религиозният състав е 258 мюсюлмани и 51 православни християни. Езиковедите Клаус Щайнке и Джелал Юли смятат резултатите от преброяването за точни, но отбелязват, че идентичността на православното население е променлива. Към края на 20-те години православно славяноговорещо население има само в Ърбеле и Горно Кърчища, като през 30-те години намаляването му продължава.
В рапорт на Сребрен Поппетров, главен инспектор-организатор на църковно-училищното дело на българите в Албания, от 1930 година Деоляни е отбелязано като село с 50 къщи, като само няколко от тях са оцелели на православни българи. В селото е била запазена още и черквата.
В началото на XXI век езиковедите Клаус Щайнке и Джелал Юли провеждат теренно изследване сред описваните в литературата в миналото като славяноговорещи селища в Албания. Те констатират, че за разлика от Голо бърдо, в община Макелари няма славяноговорещи мюсюлмани.
До 2015 година селото е част от община Макелари.

## Личности
Родени в Деоляни
- Кирил Мартинов (1890 – 1913), македоно-одрински опълченец, зидар, 3 рота на 1 дебърска дружина, загинал в Междусъюзническата война на 22 юни 1913 година[16]
- Косто Иванов, македоно-одрински опълченец, 3 рота на 1 дебърска дружина[17]
- Рафаил Тасев, български минен инженер[18]